# Eurycheilichthys
Eurycheilichthys är ett släkte av fiskar. Eurycheilichthys ingår i familjen Loricariidae.
Kladogram enligt Catalogue of Life:
| Eurycheilichthys | \| \| Eurycheilichthys limulus \| \| \| \| \| \| Eurycheilichthys pantherinus \| \| \| \| |
|                  | \| \| Eurycheilichthys limulus \| \| \| \| \| \| Eurycheilichthys pantherinus \| \| \| \| |
|                  | Eurycheilichthys limulus                                                                  |
|                  |                                                                                           |
|                  | Eurycheilichthys pantherinus                                                              |
|                  |                                                                                           |